# Louga (região)
Louga é uma das catorze regiões que dividem o Senegal.

## Departamentos
A região de Louga está dividida em três departamentos:
- Kébémer
- Linguère
- Louga

## Demografia
| População da região de Louga (2008–2015) | População da região de Louga (2008–2015) | População da região de Louga (2008–2015) | População da região de Louga (2008–2015) | População da região de Louga (2008–2015) | População da região de Louga (2008–2015) | População da região de Louga (2008–2015) | População da região de Louga (2008–2015) |
| ---------------------------------------- | ---------------------------------------- | ---------------------------------------- | ---------------------------------------- | ---------------------------------------- | ---------------------------------------- | ---------------------------------------- | ---------------------------------------- |
| 2008                                     | 2009                                     | 2010                                     | 2011                                     | 2012                                     | 2013                                     | 2014                                     | 2015                                     |
| 809.265                                  | 831.309                                  | 857.944                                  | 880.482                                  | 905.969                                  | 930.623                                  | 955.674                                  | 981.093                                  |